# Lindenlohe

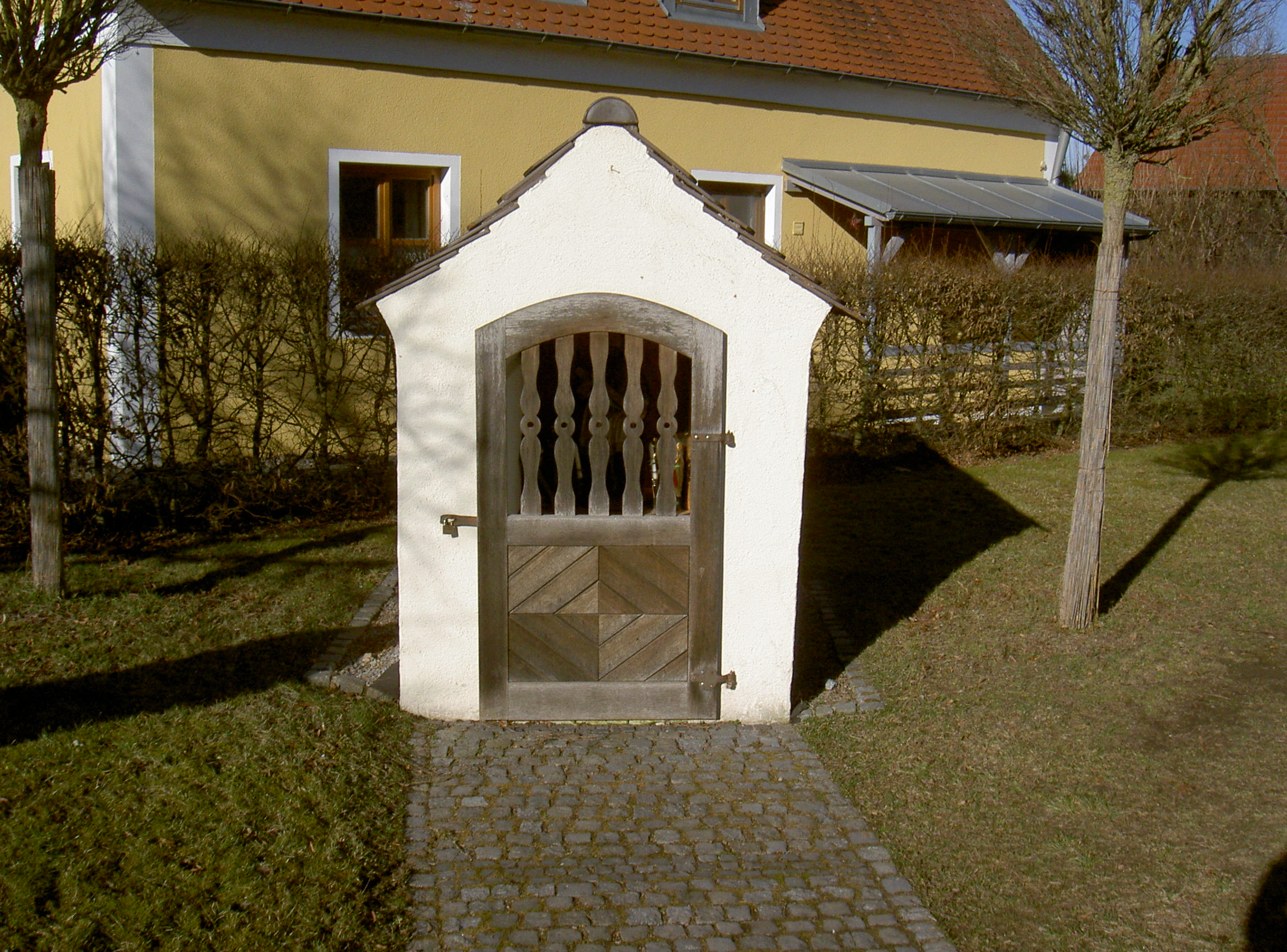
Wegekapelle Lindenlohe

Lindenlohe ist ein Ortsteil der Stadt Schwandorf im Landkreis Schwandorf im Regierungsbezirk Oberpfalz in Bayern. 

## Geografie
Lindenlohe liegt nordöstlich von Schwandorf auf einer kleinen Erhebung im Tal der Naab, umrahmt von Wäldern. Das bekannteste und größte Weihergebiet der Oberpfalz liegt in unmittelbarer Umgebung. In der Nähe der Ortschaft führte bis zur Flurbereinigung eine Furt durch den Fluss. Lindenlohe liegt direkt an der Autobahn A 93.

## Geschichte

### Namensdeutung
Der Name Lindenlohe kommt von dem altbayerischen Wort „lohe“ und bezeichnet einen lichten Lindenwald in der Nähe eines Sumpfgebiets.

### Urgeschichte
Bei Lindenlohe befand sich in der Altsteinzeit eine Freilandstation, was Funde von Klingen und anderen Artefakten aus dieser Epoche belegt. Die Station, die sich südwestlich von Lindenlohe befand, lag an einer Anhöhe auf sandigem Boden, die einen weiten Blick ins Naabtal freigab. Südlich davon befanden sich einst Quellen, welche die Jäger und Sammler mit Frischwasser versorgen konnten.

### Mittelalter
Bischof Thietmar von Merseburg erwähnte Lindenlohe in seiner Chronik folgendermaßen:

„Die Babenberger Markgrafen Bertold und Heinrich hatten in Lindenlohe ein Schloss.  Dort traf Markgraf Heinrich, er war ein Vetter Thietmars von Merseburg, 994 den „miles Ewerker“, einen trefflichen, aber allzu hochmütigen Ritter des Bischofs Bernward von Würzburg. Weil er ihn als Feind betrachtete, nahm er ihn gefangen und blendete ihn an einem Ort, der „Lindinlog“ genannt wurde. Als der König davon durch Unterhändler des Bischofs, die darüber sehr klagten, erfuhr und darüber unwillig war, schickte er den Markgrafen Heinrich in die Verbannung. Bald danach erwies er ihm wieder seine Gnade und versöhnte ihn mit dem Bischof durch eine angemessene Entschädigung. Bischof Bernward von Würzburg lud darauf Liupold, den Markgrafen der Ostmark, und dessen Neffen Heinrich auf die St. Kilians-Messe, die am 8. Juli stattfand, zu sich ein und bewirtete beide gastlich. Als nun Markgraf Liupold in der Heiligen Nacht nach der Frühmesse mit seinen Rittern sich mit Kampfspielen erlustigte, traf ihn aus einem Loche hervor ein Freund des Geblendeten mit einem starken Pfeile, so dass er am 10. Juli, nachdem er gebeichtet hatte, verschied, obwohl er an der Ausführung und Planung jener oben berichteten Tat unschuldig war. Er wurde am folgenden Tag dort bestattet und zu Recht beweint, weil er niemanden zurückließ, der klüger und bei allen Handlungen besser war als er.“

### Schreibweise des Ortsnamens
Lindenlohe wird bereits 994 als Lindinlog erstmalig erwähnt. Die weiteren Schreibweisen lauten Lintenloh  (1233–1237), Lintenloch (1233), Lintenloh  (1270), Lintenloh (1326), Linttnloe  (1465/66, 1474/75), Lintenloe  (1503, 1544–1549), Lindenlohe  (1562, 1600, 1735, 1746, 1764, 1841, 1958), Lindtenlohe (1727, 1748, 1825) und als Lindenloh 1877 in den Ortschaftsverzeichnissen. Seit 1. August 1993 lautet die offizielle Schreibweise Lindenlohe.

## Gemeinde
Lindenlohe gehörte zur ehemaligen selbständigen Gemeinde Kronstetten, die durch Vertrag am 1. Juli 1972 der Stadt Schwandorf beitrat, sie bestand aus den Ortsteilen Bössellohe, Charlottenhof, Freihöls, Holzhaus, Kronstetten, Lindenlohe und Prissath.
Das Schloss Lindenlohe gehörte einst zur Gemeinde Kronstetten. Auf diesem Areal befindet sich heute die Orthopädische Klinik Lindenlohe.

## Kirche und Schule
Lindenlohe gehört zur Pfarrei St. Andreas in Schwandorf-Fronberg.
Da die Gemeinde keine eigene Schule besaß hatte die Pfarrgrenze mitten durch die Gemeinde Auswirkungen auf die Zugehörigkeit zum Schulsprengel. Die Kinder aus Lindenlohe besuchten die Schule in Fronberg. Seit der Eingemeindung gehören alle Kinder zum Schulsprengel der Stadt Schwandorf.